# Rutschhang
Als Rutschhang wird in den Geowissenschaften und im Bauwesen ein mehr oder weniger steiler Berghang bezeichnet, dessen Oberfläche oder bodennaher Untergrund sich in langsamer Abwärtsbewegung befindet. In den Alpenländern herrschen Geschwindigkeiten im Bereich von Zentimetern pro Jahr vor, können sich aber episodisch (z. B. bei Starkregen) auf das Mehrfache beschleunigen.
In dünn besiedelten Gebieten werden im Regelfall keine technischen Maßnahmen ergriffen, sondern gefährdete Bereiche im Baurecht als gelbe oder rote Zone ausgewiesen, ähnlich wie bei der Lawinen- und Wildbachverbauung. In stärker besiedelten Regionen, wo ein Erdrutsch oder eine Mure die Bewohner gefährden könnte, wird die Geodynamik möglicher Rutschhänge mindestens einmal jährlich durch sicherheitstechnische Vermessungen festgestellt. Bei noch größerer Gefährdung werden heutzutage automatische Überwachungs-Anlagen installiert, die auch mit Vorwarnsystemen kombiniert werden können. Für Kontrollmessungen kommen bei kleinräumigen Stellen Methoden der Geotechnik in Frage (z. B. Ankermessungen oder Dehnmessstreifen), bei größeren Abschnitten Methoden der Geodäsie (automatische Tachymeter am Gegenhang, oder GPS-Netze).
Für Straßenverbindungen entlang rutschgefährdeter Steilhänge wird seit einigen Jahrzehnten die Technik der Hangbrücke verwendet, wo tiefgründende Tragpfeiler durch spezielle Kästen vor Beschädigung durch oberflächennahe Rutschungen geschützt werden. Rutschgefährdete Dämme oder Einschnitte lassen sich u. a. durch speziell gezüchteten Bewuchs oder mit Geotextilien stabilisieren.